# Pianu
Pianu (en hongrois : Felsőpián, en allemand : Pien) est une commune du județ d'Alba, Roumanie qui compte 3 082 habitants.
La commune est composée de cinq villages : Pianu de Jos, Pianu de Sus, Plaiuri, Purcăreți et Strungari.

## Démographie
D'après le recensement de 2011, la commune compte 3 082 habitants, en forte baisse par rapport au recensement de 2002 où elle en comptait 3 390.
Lors de ce recensement de 2011, 97,18 % de la population se déclare roumaine (2,14 % ne déclare pas d'appartenance ethnique).

## Politique
| Période                                  | Période  | Identité           | Étiquette | Qualité |
| ---------------------------------------- | -------- | ------------------ | --------- | ------- |
| Les données manquantes sont à compléter. |          |                    |           |         |
| 2000                                     | En cours | Marin Ioan Petruse | PNL       |         |

| Parti | Parti                                                 | Sièges |
| ----- | ----------------------------------------------------- | ------ |
|       | Parti national libéral (PNL)                          | 6      |
|       | Parti social-démocrate (PSD)                          | 4      |
|       | Alliance des libéraux et démocrates (ALDE)            | 2      |
|       | Union nationale pour le progrès de la Roumanie (UNPR) | 1      |

## Galerie
|                                |
| Église en bois à Pianu de Sus. |

|                                |
| Église en bois à Pianu de Sus. |

|                                |
| Église en bois à Pianu de Sus. |